# تروي بولتون
تروي بولتون (بالإنجليزية: Troy Bolton)‏ هو شخصية وهمية لعبت من قبل الممثل والمغني زاك إيفرون في قناة ديزني من الفيلم الغنائي هاي سكول ميوزيكال.

## خلاصة
تروي هو شاب وسيم للغاية، مع ميزات رائعة. وشعره البني الفاتح وابتسامة الأبهار وعميقة، وعيون زرقاء جميلة. وتقريبا كل فتاة في الشرق السامي يحبونه، بما في ذلك غابرييلا مونتيز وشاربي إيفانز. تروي يحب جدا والده، الذي يريد له للوصول إلى كلية جيدة مع منحة دراسية لكرة السلة، وعلى الأرجح جامعة البوكيرك.
ومن أفضل أصدقائه تشاد دانفورث الذي لعب في فريق كرة السلة القطط الوحشية، وشارك قائد الفريق وزميله في الفريق لكرة السلة لتشاد دانفورث. ويقع تروي في حب مع غابرييلا مونتيز التي تقوم بدورها الممثلة فانيسا هادجنز.